# سارة سميث
سارة سميث (بالإنجليزية: Sarah Christine Smith)‏ هي مغنية وممثلة أمريكية، ولدت في 3 يناير 1971 في الولايات المتحدة. بدأت مشوارها المهني سنة 1997.

## وصلات خارجية
- سارة سميث على موقع IMDb (الإنجليزية)
- سارة سميث على موقع قاعدة بيانات الفيلم (الإنجليزية)